# HD217640
HD217640 — хімічно пекулярна зоря спектрального класу A5, що має видиму зоряну величину в смузі V приблизно  8,7.
Вона  розташована на відстані близько 916,2 світлових років від Сонця.